# Grau, caballero de los mares
Grau, caballero de los mares es una miniserie peruana de carácter documental y biopic de 2014, dirigida por Mávila Huertas, producida por Michelle Alexander y emitida por América Televisión. Fue estrernada para conmemorar el 180.º aniversario del nacimiento de Miguel Grau.

## Argumento
La miniserie de dos capítulos narra la vida y hazañas de Miguel Grau (interpretado por Carlos Alcántara), oficial de marina y máximo héroe peruano fallecido a bordo del Huáscar en el combate de Angamos durante la Guerra del Pacífico, conflicto bélico que enfrentó a Bolivia y Perú con Chile entre 1879 y 1884.

## Reparto
Parte de los miembros del reparto son:
- Carlos Alcántara
- Anneliese Friedler
- Fernando Luque
- Diego Lombardi
- Rodrigo Sánchez Patiño
- Óscar Carrillo
- Gonzalo Molina
- Emanuel Soriano
- Brando Gallesi
- Sebastián Monteghirfo
- Gerardo Zamora

## Producción
La miniserie, ideada desde 2010 por Huertas y producida por Michelle Alexander, Del Barrio Producciones y con la colaboración de la Marina de Guerra del Perú, tuvo un costo de 400.000 dólares. Fue grabada en diversos escenarios de Lima, como la casa donde vivió Grau, hoy Museo Naval Casa Grau.

## Episodios
| N.º                             | Título       | Dirigido por   | Escrito por                        | Fecha de emisión original |
| ------------------------------- | ------------ | -------------- | ---------------------------------- | ------------------------- |
| 1                               | «Capítulo 1» | Mávila Huertas | Mávila Huertas y Eduardo Adrianzén | 19 de octubre de 2014     |
| Infancia y vida de Miguel Grau. |              |                |                                    |                           |
| 2                               | «Capítulo 2» | Mávila Huertas | Mávila Huertas y Eduardo Adrianzén | 26 de octubre de 2014     |
| Grau y el combate de Angamos.   |              |                |                                    |                           |